# SSB B2
Der B2 (nach Bauer Typ 82; zunächst B0 genannt, Spitzname „Schiffle“) ist ein von der Waggonfabrik Fuchs gebauter zweiachsiger Straßenbahn-Beiwagen der Stuttgarter Straßenbahnen AG (SSB), der auf dem Netz der Straßenbahn Stuttgart zum Einsatz kam. Die 1954 bis 1957 gelieferten Zweirichtungsfahrzeuge waren die letzten für die Stuttgarter Straßenbahn gebauten Beiwagen. Sechs baugleiche Wagen wurden auch an die Straßenbahn Reutlingen geliefert.

## Übersicht
| Typ  | Baujahre | Betriebsnummern     |
| ---- | -------- | ------------------- |
| 82.1 | 1954     | 1501–1530           |
| 82.2 | 1955–56  | 1531–1566 1567–1590 |
| 82.3 | 1956–57  | 1591–1633 1534–1646 |

## Beschaffung und Besonderheiten
Im Zuge der Beschaffung der zweiachsigen T2 wurden auch die Beiwagen des Typs B2 beschafft. Sie wurden zwischen 1954 und 1957 von der Waggonfabrik Fuchs in Heidelberg in drei Serien gebaut. Aufgrund ihres leicht schaukelnden Laufes durch das geringe Gewicht und der zugespitzten Front erhielten sie den Spitznamen „Schiffle“. Auf einen Umbau zu „Doppelbeiwagen“ im Zuge der Fertigung der DoT4 wurden bei den B2 verzichtet. Dagegen sprachen einerseits die schlechten Erfahrungen mit dem „Tatzelwurm“, zum anderen wäre ein solcher Umbau, wie auch der Zusammenbau eines Trieb- mit einem Beiwagen, technisch nicht machbar gewesen. Bedingt ist dies durch das Fehlen eines Untergestells beim Beiwagen, so dass, anders als beim Triebwagen, hier das Mittelteil nicht aufgesattelt werden kann. Hinzu kommt, dass insbesondere in späteren Jahren die Züge mit zwei GT4 die Standardlänge für die Haltestellen definierten; diese ist bei einem DoT4 bereits mit einem Beiwagen erreicht.

## Betrieb und Einsatz

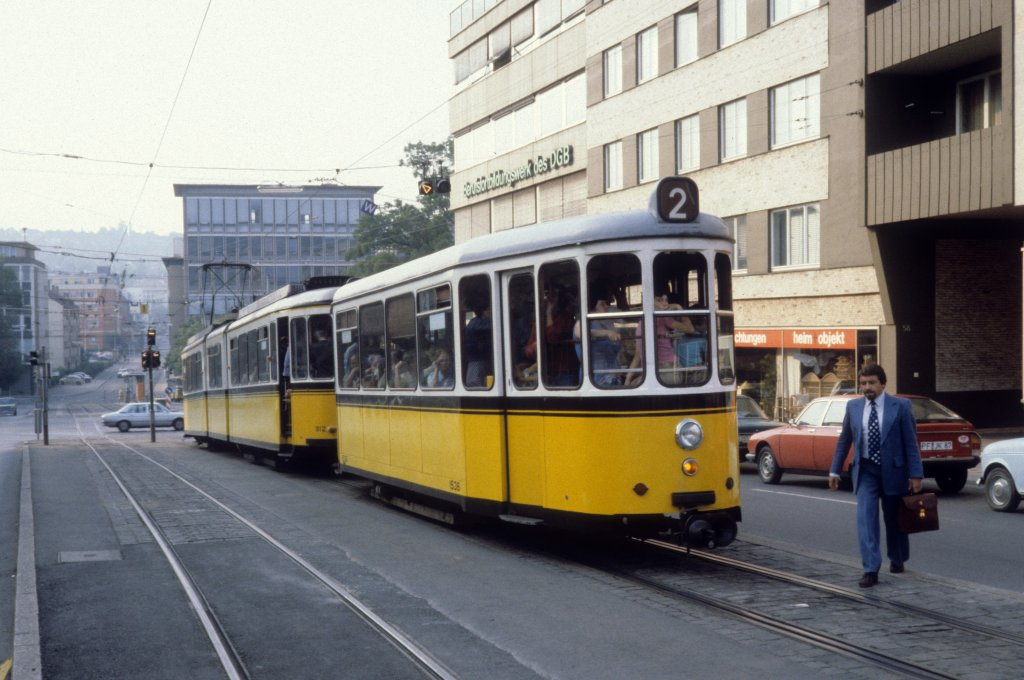
B2 Nr. 1536 im Einsatz mit einem DoT4 auf der Linie 2 (1979)

Die Beiwagen wurden, wie die Triebwagen, in den 1960er Jahren auf schaffnerlosen Betrieb umgebaut. Durch diese Neueinführung erhielten sie den Spitznamen „Schlamperle“ oder „Schlamper“, da man im Beiwagen die Schwarzfahrer vermutete. Nachdem sie zunächst nur mit den T2 kompatibel waren, wurden sie nach dem Umbau einiger T2 zu DoT4 auch mit diesen, später auch mit GT4 eingesetzt, womit sie sich bis zur Abschaffung des Beiwagenbetriebs im Linienverkehr halten konnten, die 1983 erfolgte. Einige B2 erwarb anschließend die Straßenbahn Ulm, bei der sie noch bis Ende der 1980er Jahre eingesetzt wurden.

## Weitere Verwendung und Verbleib

### Museumsbeiwagen
Bis heute erhalten sind insgesamt fünf Wagen. Drei davon gehören zum Bestand des Vereins Stuttgarter Historische Straßenbahnen: 1511 (nicht betriebsfähig), 1547 (Baujahr 1955, betriebsfähig) und 1605 (Baujahr 1956, betriebsfähig). Die beiden letztgenannten werden hinter den erhaltenen T2 und DoT4 im historischen Fahrbetrieb eingesetzt, ersterer steht im Ausstellungsbereich des Straßenbahnmuseums. Der bei den GT4 durchgeführte Umbau der Türsteuerung wurde bei den Beiwagen nicht mehr durchgeführt, daher ist die Fahrzeuggruppe T2/B2/DoT4 heute nicht mehr mit den GT4 kompatibel.

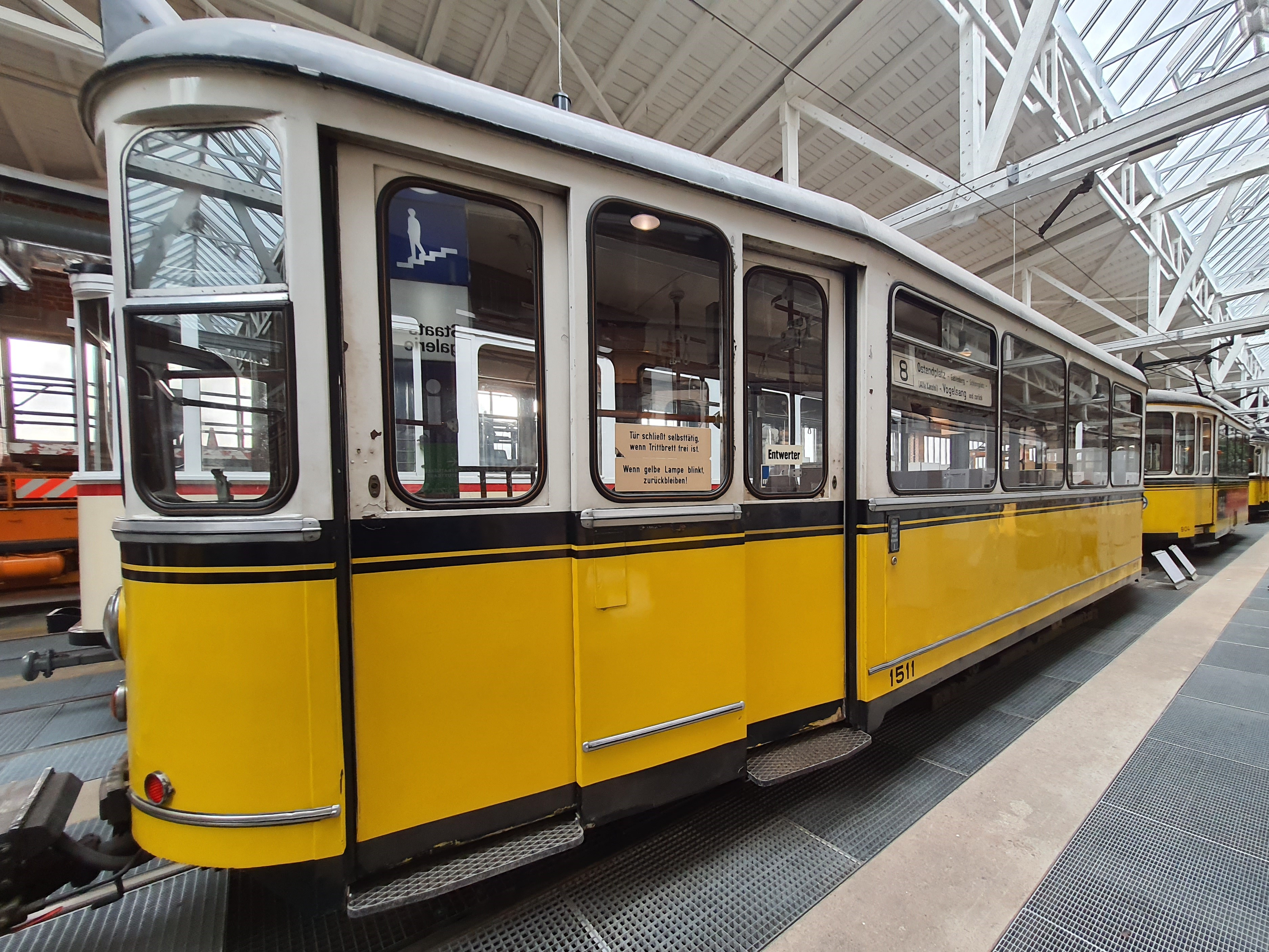
Detailansicht des Doppeleinstiegs
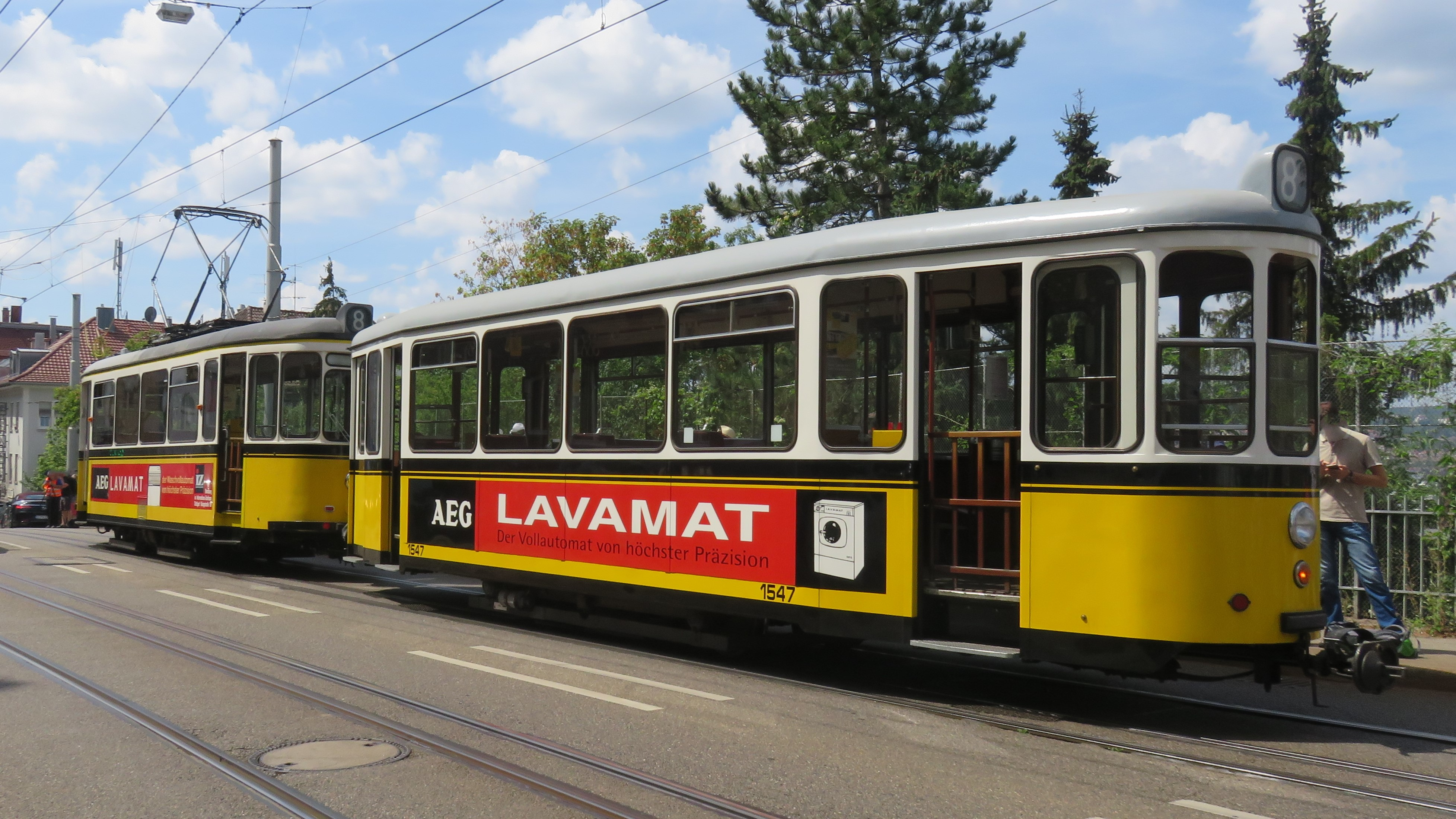
T2 Nr. 802 mit Bw 1547 beim Fahrzeugkorso 150 Jahre SSB (2018)
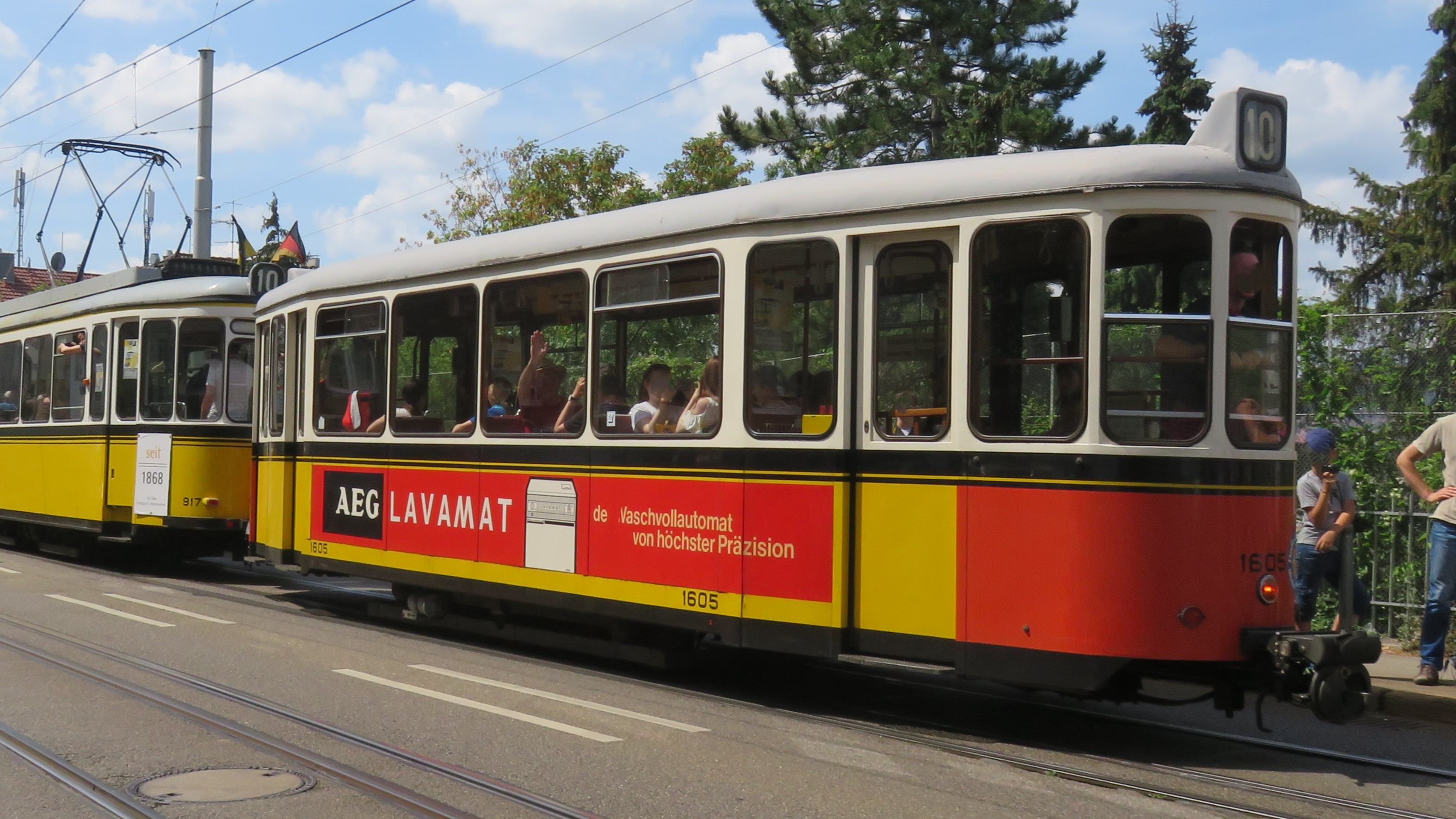
Bw 1605 hinter DoT4 Nr. 917 beim Fahrzeugkorso 150 Jahre SSB (2018)

### Weiterverkäufe und Verschrottung
Beiwagen 1501, 1503, 1504, 1523 und 1528 gingen 1972 zusammen mit einigen T2 an die Straßenbahn Mülheim an der Ruhr, wo sie, bis auf Bw 1523, der mit T2 Nr. 811 noch bis 1997 als historisches Fahrzeug vorgehalten wurde, 1982 (1528: 1986) ausgemustert und verschrottet wurden.
Beiwagen 1565, 1569, 1570, 1572, 1575, 1591, 1595, 1612, 1598, 1624, 1630 gingen allesamt 1976 an die Straßenbahn Ulm als Bw 20–30, wo sie noch ein gutes Jahrzehnt im Einsatz waren, bis sie – bis auf Bw 25 – 1988 ausgemustert und verschrottet wurden. Wagen 25 konnte noch an die Ulmer Eisenbahnfreunde zum ebenfalls meterspurigen Albbähnle vermittelt werden. Dort diente er als Fahrkartenschalter, Aufenthaltsraum, Warteraum und zuletzt als Café in Oppingen. Nach einigen Jahren wurde er verschrottet.
Beiwagen 1604 ging 1978 und Bw 1602 im Jahr 1983 an das private Schwäbische Bauern- und Technikmuseum in Seifertshofen, wobei Nr. 1602 im Jahr 2015 vorübergehend in den Museumsbestand des Vereins Stuttgarter Historische Straßenbahnen überging und 2019 in der SSB-Hauptwerkstatt eine umfangreiche Sanierung des Wagenkastens erhielt, bis er 2022 nach Ulm zum Verein Ulmer / Neu-Ulmer Nahverkehrsfreunde e.V. kam und dort als „Bw 24“ weiter restauriert wurde und als historischer Beiwagen regelmäßig im Einsatz ist.
Beiwagen 1518 sowie 1596 und 1599 wurden 1984 sowie 1978 an das „Deutsche Straßenbahnmuseum Hannover“ in Wehmingen abgegeben und dort 2006 sowie 1998 verschrottet. Beiwagen 1531 kam 1978 auf einen Kinderspielplatz in der Firnhaberstraße.
Beiwagen 1584 wurde nach seiner Abstellung 1976 zu einem Gestaltungselement eines auf dem Tunneldach des damals neu errichteten Johannesgrabentunnels angelegten Gartencenters in Vaihingen umfunktioniert. Heute gehört er zur Ausstattung des Pflanzenhofs Vaihingen. In den Jahren 2000 und 2005 wurde der Wagen überarbeitet. Im Sommer wird er als Café für Veranstaltungen genutzt und soll zukünftig auch als Tagungsraum dienen.

Die restlichen bei der SSB verbliebenen, nicht als Museumswagen (für deren Verbleib siehe im jeweiligen Abschnitt) genutzten B2 wurden zwischen 1969 und 1983 ausgemustert und verschrottet.

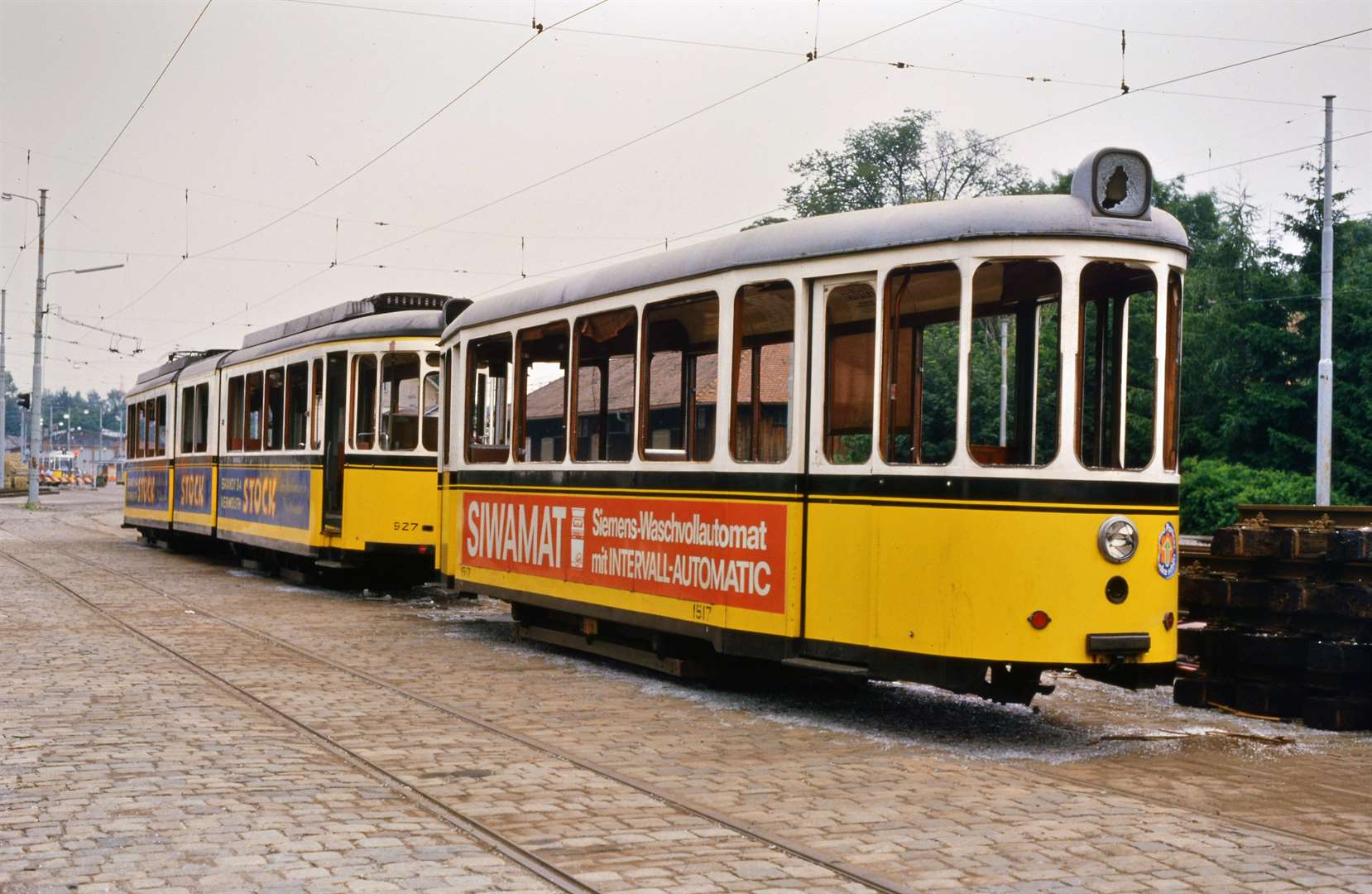
B2 Nr. 1517 bei seiner Verschrottung zusammen mit DoT4 Nr. 927 im Bahnhof Stuttgart-Möhringen (1984)
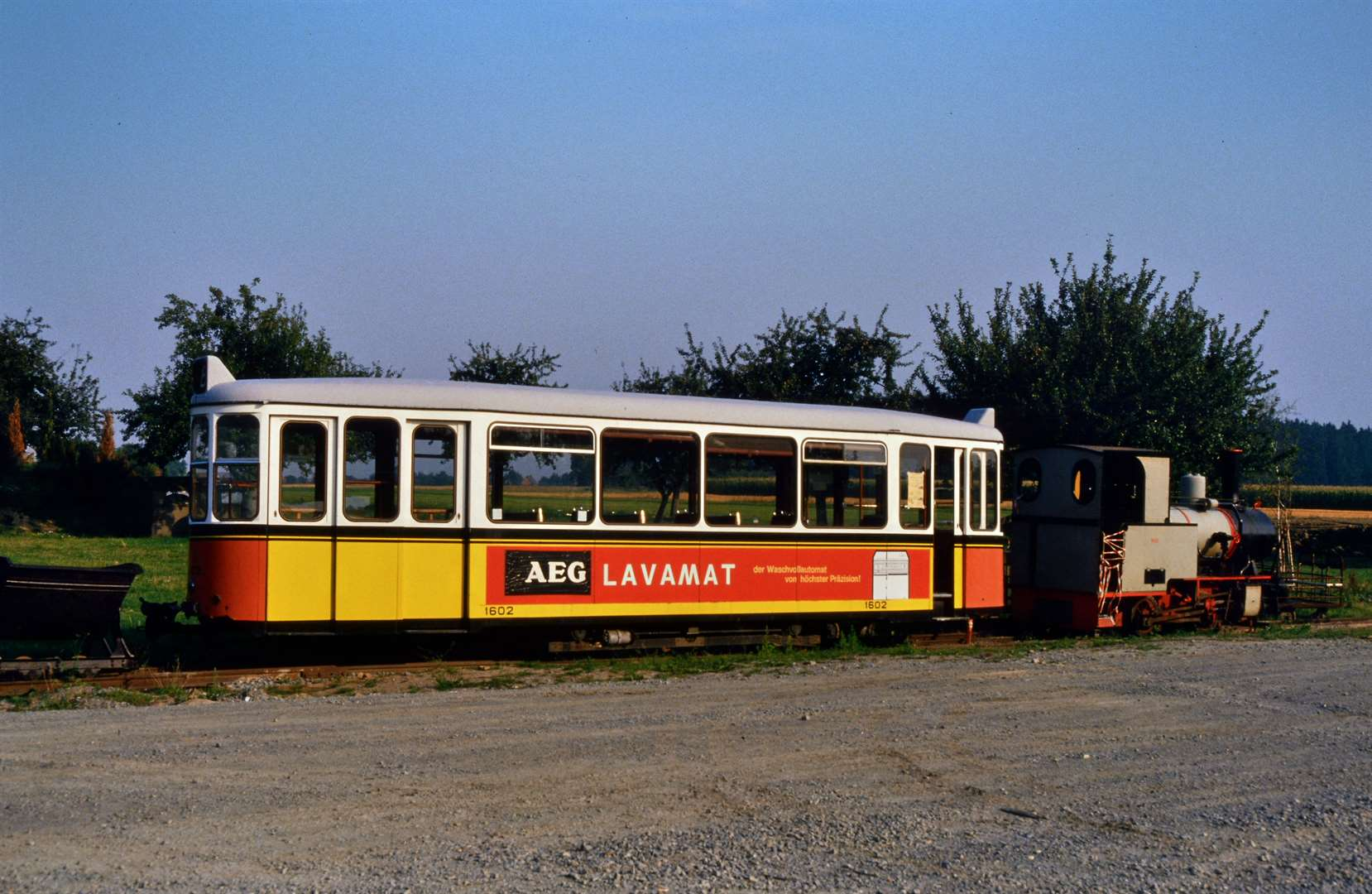
Bw 1602 im Bauern- und Technikmuseum Seifertshofen (1985)
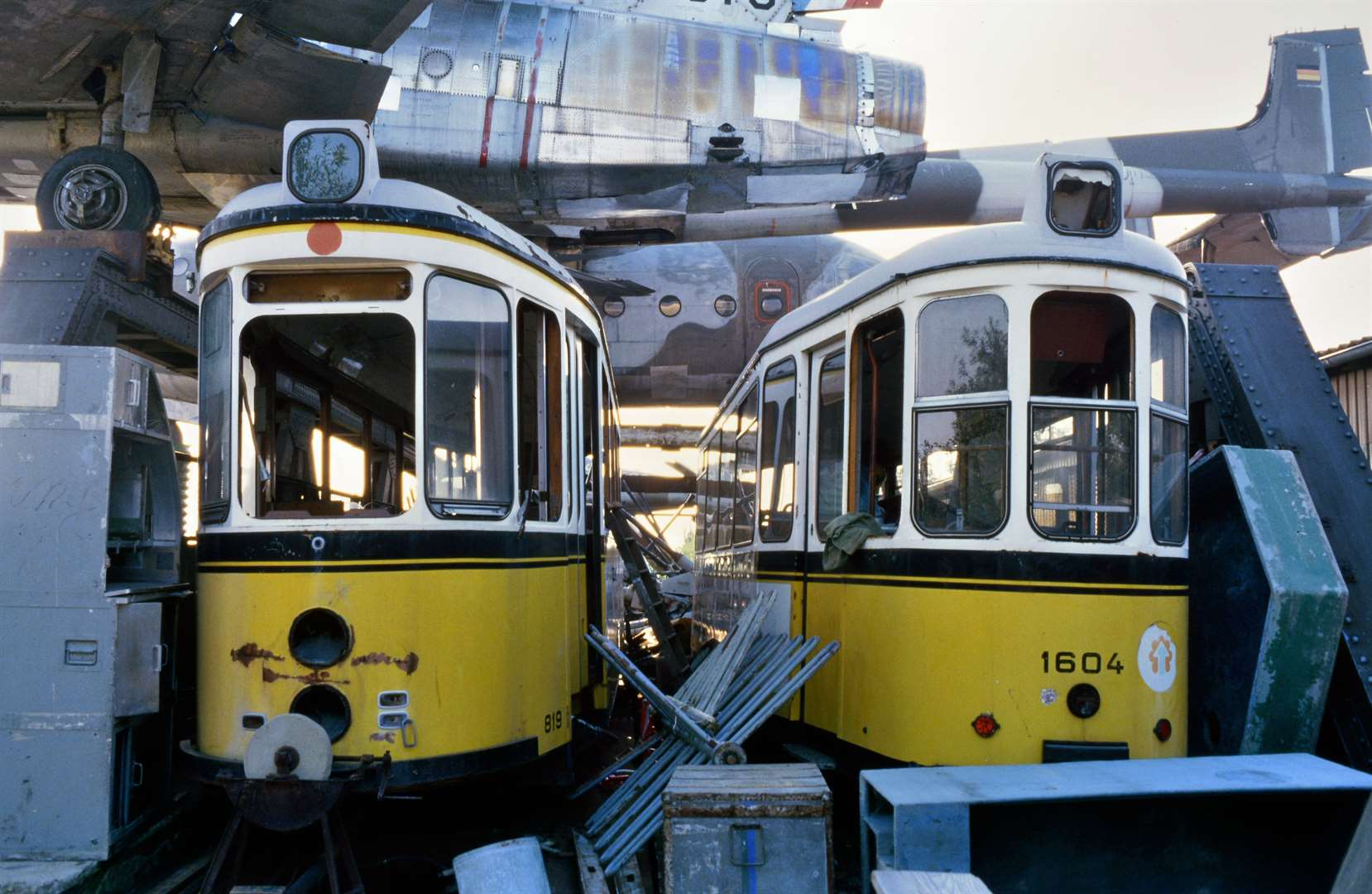
B2 Nr. 1604 neben T2 Nr. 819 im Bauern- und Technikmuseum Seifertshofen (1985)